# Johan Eliasch
Carl Johan Martin Eliasch, född 15 februari 1962 i Engelbrekts församling, Stockholm, är en svensk affärsman.
Johan Eliasch är son till överläkaren, docent Harald Eliasch och dennes andra hustru med. lic. Christina, född Gisslar. Han köpte 1995 sportföretaget Head som gjort stora förluster. Efter att ha fått företaget på fötter tog han det till Nasdaq. Han var företagets verkställande direktör fram till 2021 och är sedan dess styrelseordförande.  Han var brittiska labourregeringens speciella rådgivare i klimatfrågor.[källa behövs]
Han har även köpt 160 000 hektar regnskog i Amazonas som utåt sett var sagt skulle konserveras. 
I juni 2021 blev Eliasch vald till ordförande för Internationella skidförbundet
Enligt Sunday Times har Johan Eliasch 2022 en förmögenhet på 3,6 miljarder brittiska pund.